# Wydział Biologii i Ochrony Środowiska Uniwersytetu Łódzkiego

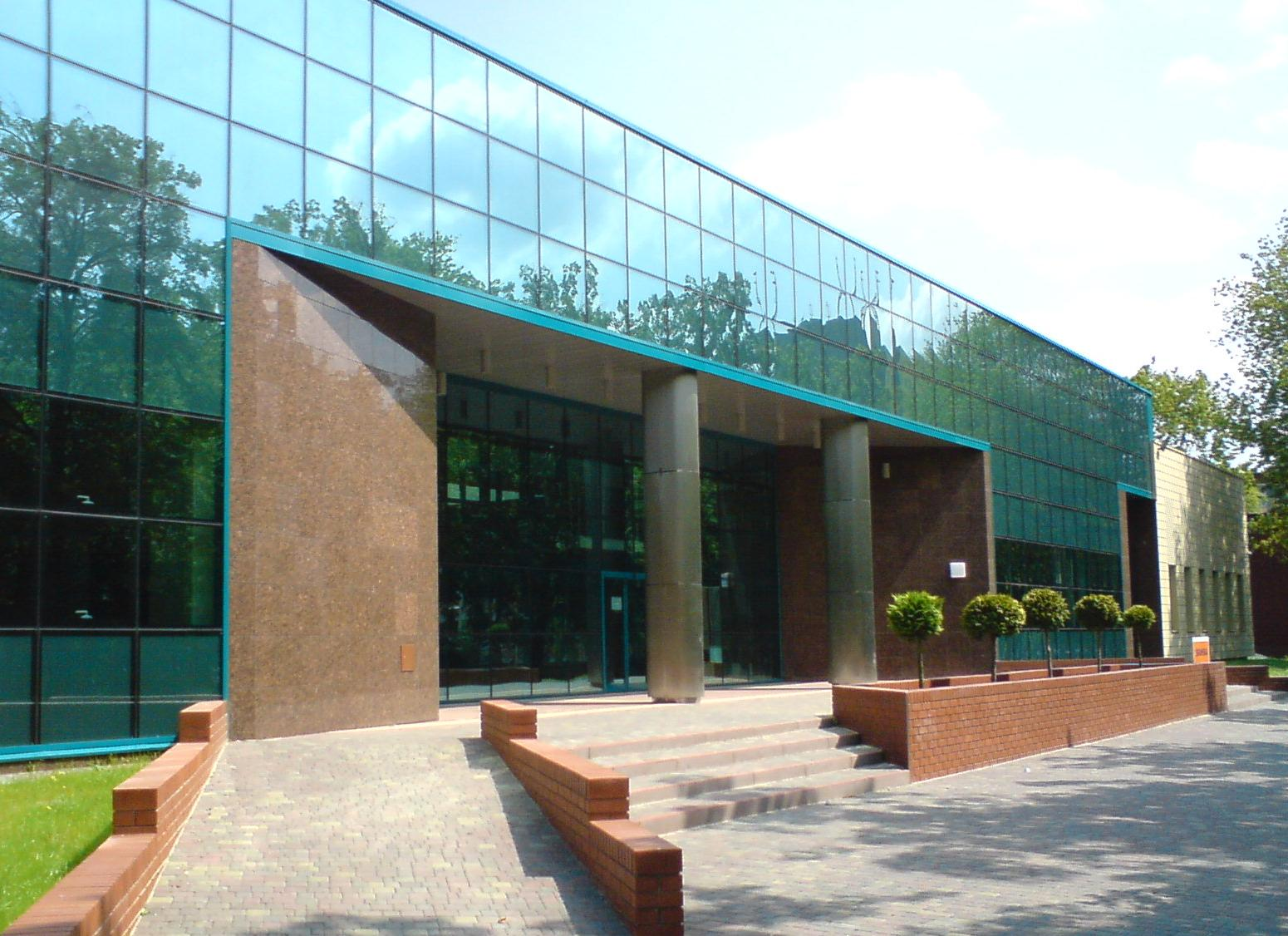
Budynek Biologii Molekularnej Uniwersytetu Łódzkiego, stan: lipiec 2010

Wydział Biologii i Ochrony Środowiska Uniwersytetu Łódzkiego – jeden z dwunastu wydziałów Uniwersytetu Łódzkiego. Jego siedziba znajduje się przy ul. Pilarskiego 14/16 w Łodzi. Powstał w 2001 (wcześniej Wydział Biologii i Nauk o Ziemi).

## Kierunki kształcenia
Dostępne kierunki:

### Studia stacjonarne
- Biologia (studia I i II stopnia)
- Biologia kryminalistyczna (studia I stopnia)
- Biomonitoring i biotechnologie ekologiczne (studia I stopnia)
- Biotechnologia (studia I i II stopnia)
- Ekomiasto (studia I stopnia)
- Mikrobiologia (studia I i II stopnia)
- Ochrona środowiska (studia I i II stopnia)

### Studia niestacjonarne
- Biologia (studia I i II stopnia)
- Ochrona środowiska (studia I i II stopnia)

## Poczet dziekanów
Wydział Matematyczno-Przyrodniczy
1. prof. dr hab. Tadeusz Wolski (1945–1948)
2. prof. dr hab. Leszek Pawłowski (1948–1951)

Wydział Biologii i Nauk o Ziemi
1. prof. dr hab. Antoni Dmochowski (1951-1958)
2. prof. dr hab. Jakub Mowszowicz (1958-1962)
3. prof. dr hab. Mieczysław Dorywalski (1962-1964)
4. prof. dr hab. Benedykt Halicz (1964-1969)
5. prof. dr hab. Maria J. Olszewska (1969-1972)
6. prof. dr hab. Tadeusz Krajewski (1972-1975)
7. prof. dr hab. Tadeusz Penczak (1975-1978)
8. prof. dr hab. Andrzej Romaniuk (1978-1981)
9. prof. dr hab. Stanisław Liszewski (1981-1984)
10. dr hab. Zbigniew Klajnert (1984-1990)
11. prof. dr hab. Maria Kwiatkowska (1990-1993)
12. prof. dr hab. Wanda M. Krajewska (1993-1996)
13. prof. dr hab. Antoni Różalski (1996-2001)

Wydział Biologii i Ochrony Środowiska
1. prof. dr hab. Antoni Różalski (2001–2008)
2. prof. dr hab. Elżbieta Żądzińska (2008-2016)
3. prof. dr hab. Andrzej Kruk (od 2016)

## Władze wydziału
W kadencji 2020–2024:
| Stanowisko                      | Imię i nazwisko                 |
| ------------------------------- | ------------------------------- |
| Dziekan                         | prof. dr hab. Andrzej Kruk      |
| Prodziekan ds. stopni naukowych | prof. dr hab. Agnieszka Marczak |
| Prodziekan ds. dydaktyki        | dr hab. Katarzyna Dzitko        |
| Prodziekan ds. rozwoju i badań  | dr hab. Michał Bijak            |

## Struktura organizacyjna

### Instytut Biochemii
Dyrektor: prof. dr hab. Tomasz Śliwiński
- Katedra Biochemii Ogólnej
- Katedra Cytobiochemii
- Katedra Genetyki Molekularnej

### Instytut Biofizyki
Dyrektor: dr hab. Anita Krokosz
- Katedra Biofizyki Medycznej
- Katedra Biofizyki Ogólnej
- Katedra Biofizyki Skażeń Środowiska
- Katedra Biologii Nowotworów i Epigenetyki

### Instytut Biologii Eksperymentalnej
Dyrektor: dr hab. Renata Kontek
- Katedra Biotechnologii Molekularnej i Genetyki
- Katedra Cytofizjologii
- Katedra Ekofizjologii Roślin
- Katedra Fizjologii i Biochemii Roślin
- Katedra Neurobiologii

### Instytut Ekologii i Ochrony Środowiska
Dyrektor: dr hab. Aneta Sitek
- Katedra Algologii i Mykologii
- Katedra Antropologii
- Katedra Badania Różnorodności Biologicznej, Dydaktyki i Bioedukacji
- Katedra Biogeografii, Paleoekologii i Ochrony Przyrody
- Katedra Ekologii i Zoologii Kręgowców
- Katedra Geobotaniki i Ekologii Roślin
- Katedra UNESCO Ekohydrologii i Ekologii Stosowanej
- Katedra Zoologii Bezkręgowców i Hydrobiologii
- Katedra Zoologii Doświadczalnej i Biologii Ewolucyjnej

### Instytut Mikrobiologii, Biotechnologii i Immunologii
Dyrektor: prof. dr hab. Katarzyna Lisowska
- Katedra Biologii Bakterii
- Katedra Immunologii i Biologii Infekcyjnej
- Katedra Mikrobiologii Molekularnej
- Katedra Mikrobiologii Przemysłowej i Biotechnologii
- Laboratorium Usług Mikrobiologiczno-Technicznych

### Pozostałe jednostki
| Jednostka                                                                      | Kierownik            |
| ------------------------------------------------------------------------------ | -------------------- |
| Centrum Przyrodniczo-Edukacyjne „Muzeum Przyrodnicze Uniwersytetu Łódzkiego”   | dr Marek Michalski   |
| Centrum Zapobiegania Zagrożeniom Biologicznym                                  | dr hab. Michał Bijak |
| Laboratorium Technik Komputerowych i Analitycznych                             | dr Eligiusz Serafin  |
| Pracownia Obrazowania Mikroskopowego i Specjalistycznych Technik Biologicznych | dr Sława Glińska     |